# Nishada syntomioides
Nishada syntomioides là một loài bướm đêm thuộc phân họ Arctiinae, họ Erebidae.